# 森田宏幸
森田 宏幸（もりた ひろゆき、1964年6月26日 - ）は、日本のアニメーター、アニメ演出家・監督。

## 略歴
福岡県出身。福岡県立筑紫高等学校卒業。高校時代に製作した自主制作漫画映画『ガラスわり少年』で、当時アニメ雑誌の作品コンテストなどで賞を取った経歴をもつ。この時のメンバーに、漫画家のとだ勝之がいる。
福岡大学工学部機械工学科卒業後、アニメーション制作会社シャフトに入社、アニメーターとしての初作品は『陽あたり良好!』。その後、フリーとなって、『AKIRA』『魔女の宅急便』などで動画、さらに『老人Z』『走れメロス』『MEMORIES』『パーフェクトブルー』など多数の作品で原画を担当し、OVA『GOLDEN BOY』では演出も行った。
基本を大切にするアニメーターであり、『パーフェクトブルー』ではアイドルの振り付けを自ら踊ったりもしている。
スタジオジブリ作品では他に『となりの山田くん』、三鷹の森ジブリ美術館の短編『コロの大さんぽ』に参加。これがきっかけで『猫の恩返し』の監督に抜擢される。
2007年『ぼくらの』で初のテレビシリーズの監督をつとめる。
2011年2月27日、総会理事選挙にて一般社団法人日本アニメーター・演出協会理事に選任。約4年間理事をつとめた後、2015年6月に退任。
2017年までデジタルアニメーション制作会社ポリゴン・ピクチュアズに所属し、デジタル作画をテーマにしたフォーラム・ACTF（エーシーティーエフ）の運営にも携わった。
2017年半ばに制作会社ポリゴン・ピクチュアズ退社。現在はフリーで活動している。

## 参加作品

### テレビアニメ
1987年
- 陽あたり良好!（動画）

1989年
- ルパン三世 バイバイ・リバティー・危機一発!（原画）

1996年
- 名犬ラッシー（原画）
- るろうに剣心 -明治剣客浪漫譚-（1996年 - 1998年、OP原画）

1998年
- ああっ女神さまっ 小っちゃいって事は便利だねっ（絵コンテ）
- MASTERキートン（原画）

2003年
- TEXHNOLYZE（原画）

2004年
- プラネテス（原画）
- 妄想代理人（原画）
- 恋風（絵コンテ）
- 無人惑星サヴァイヴ（絵コンテ）
- MONSTER（2004年 - 2005年、絵コンテ・原画）

2006年
- ノエイン もうひとりの君へ（絵コンテ）
- ウィッチブレイド（絵コンテ）

2007年
- ぼくらの（監督・絵コンテ・演出・原画）
- 電脳コイル（原画）

2008年
- 秘密 〜The Revelation〜（絵コンテ・OP原画）

2009年
- 黒執事（絵コンテ）
- 鉄腕バーディー DECODE:02（絵コンテ）
- 戦場のヴァルキュリア（絵コンテ）
- うみねこのなく頃に（絵コンテ）
- トランスフォーマー アニメイテッド シーズン3 （絵コンテ）

2011年
- あの日見た花の名前を僕達はまだ知らない。（絵コンテ）
- うさぎドロップ（絵コンテ）
- WORKING'!!（絵コンテ）

2012年
- 妖狐×僕SS（絵コンテ）
- ONE PIECE エピソードオブルフィ 〜ハンドアイランドの冒険〜（監督・絵コンテ・演出）※本郷みつると共同

2014年
- シドニアの騎士（ストーリーボード）

2015年
- シドニアの騎士 第九惑星戦役（ストーリーボード）

2016年
- 亜人（ストーリーボード）

2017年
- THE REFLECTION（絵コンテ）
- Just Because!（絵コンテ）

2018年
- 進撃の巨人（絵コンテ）

2020年
- グレイプニル（絵コンテ）
- GREAT PRETENDER（絵コンテ）

2021年
- かげきしょうじょ!!（絵コンテ）
- ラブライブ!スーパースター!!（絵コンテ）

2023年
- 聖剣学院の魔剣使い（監督・絵コンテ）

2024年
- 狼と香辛料 MERCHANT MEETS THE WISE WOLF（絵コンテ）

### 劇場アニメ
1988年
- AKIRA（動画）

1989年
- 魔女の宅急便（動画）

1991年
- 老人Z（原画）

1992年
- 走れメロス（原画）

1995年
- MEMORIES（原画）

1998年
- パーフェクトブルー（原画）
- スプリガン（原画）

1999年
- ホーホケキョ となりの山田くん（原画）
- 天地無用! in Love 2 遙かなる想い（絵コンテ・演出・原画）

2002年
- コロの大さんぽ（原画）
- 猫の恩返し（監督）

2004年
- イノセンス（原画）

2006年
- 超劇場版ケロロ軍曹（原画）
- ゲド戦記（原画）

2010年
- 映画ドラえもん のび太の人魚大海戦（原画）

2011年
- 映画ドラえもん 新・のび太と鉄人兵団 〜はばたけ 天使たち〜（原画）
- ONE PIECE 3D 麦わらチェイス（絵コンテ協力）
- 鋼の錬金術師 嘆きの丘の聖なる星（原画）

2012年
- 映画ドラえもん のび太と奇跡の島 〜アニマル アドベンチャー〜（原画）
- ももへの手紙（原画）

2013年
- かぐや姫の物語（作画）

2014年
- 劇場版 薄桜鬼 第二章 士魂蒼穹（原画）

2015年
- 劇場版 シドニアの騎士（絵コンテ制作）
- 亜人（ストーリーボード）

2017年
- 劇場版ポケットモンスター キミにきめた!（原画）
- GODZILLA 怪獣惑星（副監督・絵コンテ）

2018年
- GODZILLA 決戦機動増殖都市（副監督・絵コンテ）
- 劇場版ポケットモンスター みんなの物語（絵コンテ）

2019年
- 二ノ国（助監督・絵コンテ・演出）

### OVA
- ロードス島戦記（1990年、原画）
- ジョジョの奇妙な冒険（1993年 - 1994年、原画）
- GOLDEN BOY さすらいのお勉強野郎（1995年 - 1996年、絵コンテ・演出）

### Webアニメ
- ルパン三世VSキャッツ・アイ（2023年、絵コンテ）